# 斯巴達 (密歇根州)
斯巴達（英語：Sparta）是位於美國密歇根州肯特縣斯巴達鎮區的一個村。

## 人口
根據2020年美國人口普查的數據，斯巴達的面積為6.63平方千米，當中陸地面積為6.60平方千米，而水域面積為0.03平方千米。當地共有人口4244人，而人口密度為每平方千米640人。